# Abdolreza Kahani
Abdolreza Kahani (en persa: عبدالرضا کاهانی‎, Nishapur, Irán, 22 de diciembre de 1973) es un cineasta iraní. Debe su fama internacional al Alejandro de Oro con el que fue galardonado en 2008 en el Festival Internacional de Cine de Salónica. A los 14 años comenzó su carrera como dramaturgo, actor y director de teatro. Fue recompensado por algunos de sus logros en los festivales escolares y universitarios. En 1991, recibió su licenciatura en Humanidades en Nishapur antes de comenzar sus estudios de teatro en la Universidad Azad. En 1994 obtuvo su licenciatura y de inmediato comenzó su maestría en teatro en la Universidad Azad de Teherán, pero en 1998 dejó sin terminar su memoria y abandonó la vida universitaria.

## Filmografía
| Año  | Título en español                    | Título original     | Transliteración       |
| ---- | ------------------------------------ | ------------------- | --------------------- |
| 2001 | Viajero necesario (Documental)       | مسافران نیاز        | Mosaferan Niaz        |
| 2002 | con las manos vacías (Documental)    | دست های خالی        | Dast Haye Khali       |
| 2003 | A Tea para dos (cortos 130 segundos) | چای برای دو نفر     | Chay baraye do nafar  |
| 2004 | Bailando con la Luna (largometraje)  | رقص با ماه          | Raghs ba mah          |
| 2005 | vil crueldad (Documental)            | ظلم آباد            | Zolm Abad             |
| 2007 | Adam                                 | آدم                 | Adam                  |
| 2008 | Yonder                               | آن جا               | An Ja                 |
| 2009 | Veinte                               | بیست                | Bist                  |
| 2010 | Nada                                 | هیچ                 | Hich                  |
| 2011 | El caballo es un animal noble        | اسب حیوان نجیبی است | Asb Heyvan Najibi Ast |
| 2012 | No hay razón                         | بی خود و بی جهت     | Bi khod o Bijahat     |
| 2014 | Tenemos tiempo                       | On a le temps       |                       |

## Premios
- 2008: Mejor Película (Festival de Cine urbano, Irán)
- 2008: Diploma de Honor al Mejor Director Festival Internacional de Cine de Fajr
- 2009: Globo de Cristal (International Film Festival de Karlovy Vary, República Checa)
- 2009: Premio Ecuménico Internacional Karlovy Vary
- 2009: Premio de Plata (Festival Internacional de Damasco)
- 2009 Alejandro de Oro Festival Internacional de Cine de Tesalónica, Grecia, galardonado con las manos de Theo